# El Azagador
El Azagador es una aldea del municipio de Requena, en la provincia de Valencia (Comunidad Valenciana, España). Pertenece a la comarca de Requena-Utiel. Se sitúa en la subcomarca de La Vega.

## Historia
El nombre de la pedanía de El Azagador tiene su origen en la conversión en regadío de las riberas del Río Oleana (hoy Río Magro) por los árabes, ya que el riego se organizaba por tandas y por turnos, correspondiendo esta tanda al domingo, la última, (para los árabes, zaga) y por derivación, Azagador.
No se sabe de cuando data, pero si que hay casas que se construyeron hace más de 200 años. Casas que en su día fueron casas de labor, formadas por la residencia de los dueños y al lado la de los jornaleros y entre ellas una era. Ejemplo de estas casas son la Casa de los Colomer, la Casa de Piñango, la Casa del Risco y la Casa de los Aguado, que antiguamente fue casa de postas.
Esta aldea, como tal, es una de las más jóvenes, ya que hasta el año 1980 era un barrio que pertenecía a la aldea de El Derramador. En dicho año se pide la autonomía y se independiza, convirtiéndose en una pedanía más de Requena.
Por el año 1950 esta aldea tenía 28 casas y llegó a tener 120 habitantes, en 1.970 ya habían descendido a 85 habitantes y en el año 2004 se contabilizan 41 casas. En 2023 el número de habitantes era de 42, según los datos oficiales del INE. 

## Economía e industria
La economía de esta pedanía mayoritariamente es la agricultura en la que se cultiva principalmente la vid, el almendro y el olivo.
Como industria hay ubicada en nuestro término una bodega cooperativa con el nombre de Cooperativa Agrícola San Miguel que es compartida por viticultores de El Derramador y el Azagador.

## Lugares de Interés
Existr una antigua Casa de Postas anterior al siglo XVII, situada en el antiguo Camino Real de Madrid, (hoy carretera de El Pontón a Utiel, km. 3), totalmente recuperada con una superficie construida de 567 m².
Se cree que por su antigüedad dio origen al núcleo de población que es hoy La Pedanía del Azagador, ya que hay una inscripción de julio de 1217 en la única pared de barro que se conserva.
Los últimos 150 años ha sido Casa de Labor en la que había una serie de edificaciones que han ido desapareciendo con el paso del tiempo, ya que en 1930 existían cinco edificaciones habitadas por el encargado, el mayoral, el pastor, el guarda y los dueños de la labor.
Existen todos los elementos mínimos que ha tenido siempre una casa de labor, como Vivienda, corrales, cuadras, pajar, pajarera, terrados con sus atrojes (para conservar los distintos cereales por separado), cacheras, porchado, horno, leñera, barbacoa, chimeneas y hogar para encender fuego, bodega y la era para trillar el cereal.
La razón de recuperar esta edificación singular es para conservar el patrimonio cultural y etnológico, ya que hay voluntad de ubicar una bodega de corte artesanal con medios técnicos actuales, contigua a estos edificios conservando la imagen del pasado y proyectando el entorno del futuro.
Bodegas Torroja, está situada en la aldea de El Azagador, en la comarca valenciana de Requena-Utiel. Se trata de una empresa de carácter familiar, fruto de una arraigada tradición vitivinícola que se ha transmitido durante generaciones. La bodega ocupa las instalaciones de la antigua bodega familiar -1910- que han sido rehabilitadas ampliadas y modernizadas tecnológicamente aunque tratando en todo momento de conservar elementos tradicionales, como antiguos depósitos convertidos en cavas para el reposo que necesita la crianza de nuestros vinos.
Desde la bodega se sigue un riguroso control y selección de las uvas en todo su ciclo que persigue la obtención de una vendimia de calidad, en su punto óptimo de madurez fenólica y alcohólica.